# Claes Westring

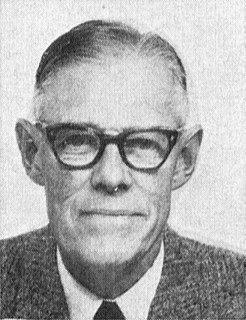
Claes Westring

Claes Adolf Hjalmar Westring, född 30 januari 1893 i Stockholm, död 12 november 1975, var en svensk diplomat.

## Biografi
Westring var son till president Hjalmar Westring och grevinnan Adélaїde Stackelberg samt bror till generallöjtnanten Gustaf Adolf Westring. Han tog juris kandidatexamen i Uppsala 1916 och gjorde tingstjänstgöring som domhavande i Hallands mellersta domsaga 1916-1918 innan han blev attaché vid Utrikesdepartementet (UD) 1918. Westring tjänstgjorde därefter som andre sekreterare 1919, vicekonsul i Antwerpen 1919-1920, andre legationssekreterare i Warszawa 1920-1922, byråsekreterare vid UD 1922, förste legationssekreterare i Berlin 1923-1925, Köpenhamn 1925-1928 och förste sekreterare vid UD 1928. Westring var chef för arvs- och ersättningsbyrån 1930, juridiska byrån 1931-1936, chargé d’affaires i Kaunas 1936-1940, generalkonsul i Oslo 1941-1945, sändebud i Warszawa 1945-1949, Mexico City, jämväl San José, Guatemala City, Tegucigalpa, Managua och San Salvador 1949-1952 samt Lima, jämväl La Paz 1952-1959.
Westring var även biträdande svenskt ombud i internationella Oderkommissionen 1925-1936, sekreterare hos ordförande i internationella kommissionen för kodifiering av folkrätten 1925-1928, ordförande i understödsnämnden för rysslandssvenskar 1934-1936.

## Utmärkelser
Westrings utmärkelser:
- Kommendör av 1. klass av Nordstjärneorden (KNO1kl)
- Storkorset av 2. klass av Mexikanska Örnorden (StkMexÖ02kl)
- Storofficer av Litauiska Gediminas orden (StOffLitGedO)
- Kommendör av Norska Sankt Olavsorden med stjärna (KNS:tOO m stj)
- Kommendör av Belgiska Kronorden (KBKrO)
- Kommendör av Danska Dannebrogsorden (KDDO)
- Kommendör av Nederländska Oranien-Nassauorden (KNedONO)
- Kommendör av Rumänska Stjärnorden (KRumSO)
- Officer av Bulgariska Civilförtjänstorden (OffBulgCfO)
- Officer av Polska orden Polonia Restituta (OffPolRest)
- Riddare av Finlands Vita Ros’ orden (RFinlVRO)